# Эпистолярная литература
Эпистоля́рная литерату́ра (от греч. επιστολή — «послание») — литературный жанр, в котором используется форма «писем» или «посланий» (эпистол).

## История
Старая риторика, выделяя письмо в особый литературный род, определяла его границы, исчисляла его виды и свойства, характеризовала его стиль. Одни ограничивали его действительно частными письмами, не предназначенными для большого круга читателей; другие включали в эпистолярную литературу также послания, а равно всякие произведения — научные, художественные, публицистические, — написанные в эпистолярной форме. Сообразно с этим и сообразно с эпохой колебались правила эпистолярного стиля, которому предписывались то простота, естественность и лиризм, то возвышенность и изысканность, на практике переходившие в чопорность и напыщенность.

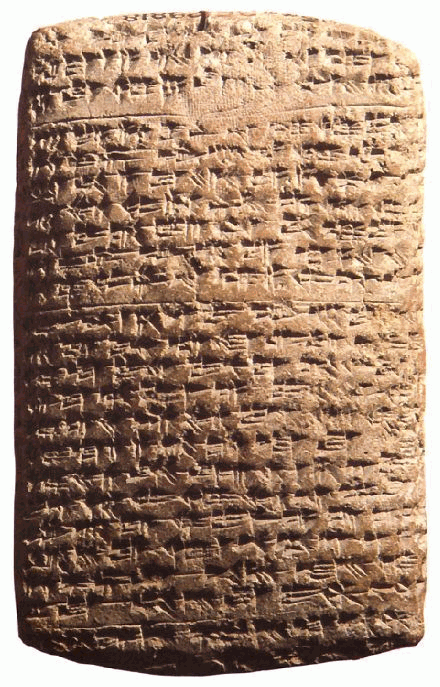
Античное послание

### Античность
К древнейшим письмам, упоминаемым в классической и восточной литературе, принадлежат письмо индийского царя Стратобата к Семирамиде, Давида к Иоаву (письмо Урии), царя Прета Аргосского к царю ликийскому.
Классическая древность отличается уже значительным развитием корреспонденции. Дошедшие до нас греческие письма — по большей части фальсификации, приписанные выдающимся историческим деятелям риторические рассуждения. От римлян дошли до нас по преимуществу те письма, которые заведомо были предназначены для обширного круга читателей. Лишь у Цицерона находим мы настоящие частные письма; наоборот, знаменитые письма Плиния и Сенеки имеют только эпистолярную форму.
Со II века письмо становится у римлян особым литературным родом (Фронтон, Симмах, Сидоний, позднее Сальвиан, Руриций, Эннодий). Стилистические формы письма были сходны у греков и римлян. Подписи не было; имя пишущего ставилось во главе письма ранее имени получателя. Со времен империи, особенно при византийском дворе, исчезла былая классическая простота; письмо частное приблизилось, по важности стиля, к официальному посланию. Оставалось обычным и обозначение, где и когда письмо написано (datum): отсюда слово дата.
Христианские латинские писатели пользовались письмами по преимуществу для проповеднических целей (Киприан Карфагенский, Амвросий Медиоланский, Лактанций, Иероним Стридонский, Блаженный Августин).

### Средние века
Обычным языком средневекового европейского письма был латинский. Монастыри и духовенство были в деятельной переписке; частные лица в деле письменных сообщений также не могли обойтись без их помощи. От этой эпохи сохранились по преимуществу письма духовно-литературного и политически-делового содержания. Форма старого латинского письма окрасилась новыми христианскими формулами.
Лишь в конце средних веков европейские народы начали понемногу применять в переписке и свои национальные наречия.

### Новое время

#### Немецкие письма
В Германии первая обширная коллекция писем на немецком языке — писем рифмованных — относится к эпохе миннезингеров. Прозаические немецкие письма мы встречаем в XIV веке; это письма мистиков, показывающие уже значительную свободу в обращении с языком. Медленно обиходная речь входит в употребление в переписке почти исключительно деловой. Немецкое письмо носит ещё следы происхождения от латинского: адрес, обращение, дата часто написаны по-латыни, хотя текст немецкий. Лишь в XV веке латинское письмо становится исключением. Письмо в это время начиналось с привета или изъявления преданности, затем шло обращение, в конце адресат поручался покровительству Господа, или автор вновь выражал своё почтение. В стиле самого текста также было много схематичного, условного, тяжёлого и канцелярского; к тому же большинство писем было посвящено делам политическим или торговым; частное дружеское общение выражалось в корреспонденции очень мало.
На пороге новой истории стиль письма становится свободнее, по мере того, как оно теряет свой исключительно деловой характер. Высший момент развития немецкого письма связан в это время с перепиской Лютера, но дальнейшему развитию препятствует возрождение латинского письма, любимого гуманистами; вновь водворяется канцелярский стиль и, несмотря на усиление частной переписки, прежняя простота языка понемногу исчезает. Вытесняется и немецкий язык: люди образованные пишут по-латыни, знатные — по-французски; даже немецкие письма пишутся на смешанном французско-латинско-немецком наречии, уже тогда возбуждавшем тщетное неодобрение. Около 1700 года чисто немецкое письмо исчезает совершенно: французские адрес, обращение и подпись становятся обязательными. Стиль приобретает чрезвычайную напыщенность и уснащается церемонными условностями, множеством бессодержательных извинений, изъявлениями преувеличенной покорности. Исключение представляют лишь немногие авторы, например Валленштейн, Карл Людвиг Пфальцский и особенно женщины, естественность которых была связана с их недостаточным образованием. Особенно выделяются письма Елизаветы-Шарлотты, впоследствии герцогини Орлеанской, впервые вводящие в немецкую переписку простую непринужденную беседу, которая была давно уже обычна во французских письмах. Так как письма в эту эпоху в значительной степени заменяли газеты, то считалось необходимым поддерживать как можно более обширную переписку; знатные лица осаждались добровольными корреспондентами, искавшими в такой переписке личных выгод. Под влиянием французов, а также развития общения, чрезвычайно увеличилась частная дружеская переписка, в XVIII веке превратившаяся в образованном обществе в известного рода спорт.
К концу века относится обширная корреспонденция немецких пиетистов — зачаток будущей сентиментальной переписки. Меняется в это время и форма письма: дата ставится в начале, а приветствие — в конце; препоручение Господнему покровительству сменяется комплиментами; изменяется к лучшему и стиль. Его естественность выступает впервые вполне отчетливо в письмах Л. Готтшед. За ней следует Х. Геллерт, выступивший в 1751 году с сборником своих писем, которому он предпослал «Praktische Abhandlung von dem guten Geschmacke im Briefe», где он настаивает на простой эпистолярного стиля; его письма, как и письма Г.-В. Рабенера, сделались образцом для образованной публики. Теоретиком явился также Й. Штокгаузен, с его «Grundsätze wohleingerichteter Briefe». Аристократия, однако, продолжала переписываться по-французски, и французские адреса ещё долго сохранялись у немцев. Латинская переписка ученых почти вышла из употребления. Новым фазисом в судьбах немецкого письма был период «бури и натиска», с его стремлением провести принцип естественности во всей его полноте. Ещё более повлияло на эпистолярный стиль назревавшее преобладание жизни чувства; сентиментальность стала характерным элементом тона и содержания письма, которое должно было явиться полным выражением индивидуальной жизни сердца. Прекрасными образцами индивидуального стиля в переписке являются письма Лессинга, Мерка, Клаудиуса, Лихтенберга, Лафатера, Шиллера, Гёте; превосходные письма принадлежат женщинам — Еве Кентг, Шарлотте Шиллер и госпоже Рат. XVIII в. можно назвать веком писем; переписка для переписки сделалась некоторым родом культа, отнимавшим массу времени. Лишь к сороковым годам замечается поворот к простоте и деловитости. Ср. Steinhausen, «Geschichte des deutschen Briefes» (1889—1891); Peter, «Der Brief in der Römischen Litteratur» (1901).

#### Франция
Блестящие образцы эпистолярной литературы представила Франция, где впервые, благодаря высокому уровню развития общества, была достигнута неподдельная простота эпистолярного стиля. Письма Бальзака и Вуатюра, написанные для обширного круга читателей, были значительным шагом в развитии французской прозы; но первый постоянно впадает в напыщенность, гиперболу, эмфаз, второй рассыпается в игре слов и в иных ухищрениях искусственности. Переворот сделан письмами госпожи Севинье, которая умеет быть сильной без преувеличений, наивной без кокетства; она вполне овладела тайной естественности. Француженки XVII века — госпожи М. Лафайет и Ф. Ментенон, принцесса Юрсен — и XVIII-го — госпожи К. Тансен, Э. Шатле, М. Дюдеффан, Ж. Леспинас — могут быть поставлены рядом с Севинье. В XVII веке французское письмо было ещё выражением умственной жизни салона; XVIII-й делает его выражением индивидуальных чувствований и политических воззрений. Знаменитейшие образцы французского письма дали Рабле, Э. Паскье, А. Патен, Б. Паскаль, Ж.-Б. Бельгард, Б. Фонтенель, Ж.-Б. д’Аржан, Монтескьё, Ж. Жубер, Вольтер, П. Кребийон, госпожа Графиньи, Нинон де Ланкло, Руссо, Дидро, д’Аламбер, Э. Бурсо, г-жа Сталь, Наполеон I и Жозефина, П.-Л. Курье, госпожа Ремюза, Мериме, Жорж Санд. Ср. Crêpet, «Trésor épistolaire de la France» (1865).

#### Англия
В Англии эпистолярная литература представила довольно рано и в большом количестве образцы писем, выдающихся простотой, ясностью и индивидуализацией характеристики. Классическими считаются письма Дж. Свифта, А. Поупа, Д. Юма, У. Темпля (англ.), Дж. Аддисона, Локка, Г. Болингброка, Х. Уолпола, Ф. Честерфилда, Э. Шефтсбери, С. Ричардсона, леди Рэйчел Рассел (англ.), М. Монтегю, Л. Стерна, Т. Грея, С. Джонсона, В. Мельмота, У. Купера, Байрона, Сиднея Смита, Вальтера Скотта, Т. Арнолда, Шарлотты Бронте. Ср. «Epistles elegant, familiar and instructive» (1791). «Letters written by eminent persons in the XVII and XVIII centuries» (1813); Scoones, «Four centuries of English letters» (1881); Cochrane, «The British letter-writers» (1882).

#### Италия
Впервые национальный язык сделался языком переписки в Италии. И здесь, как в Германии, возрождение классической древности было также возрождением латинской переписки (Петрарка), в которой достигли большего искусства. Итальянский эпистолярный стиль характеризуется вначале значительной искусственностью (П. Бембо, Дж. делла Каза). Простота и естественность постепенно вырабатываются в письмах А. Каро, П. Мануцио, Л. Дольче, Бентивольо, Пьетро Аретино, Бернардо Тассо и, особенно, в переписке Карло Гоцци, Альгаротти, Метастазио, Уго Фосколо. Важный для своего времени сборник: «Lettere volgari di diversi nobilissimi nomini» (Венеция, 1542—1564) составил H. Мануций; для нового времени есть сборник «Lettere di varii illustri Italiani del secolo XVIII e XIX» (1841, 10 т.).
У испанцев интересен сборник Ochoa, «Epistolano español. Colleccion de cartas de Éspañoles ilustres» (1872).

#### Эпистолярная литература на Востоке
Очень богата эпистолярная литература на Востоке. Арабские письма издал Ахмед-эль Аттар (Булак, 1835), тюркские (чагатайские) — Везир и поэт Низамаддин Мир Алишер Навои (Алишер Навои); персидские — особенно ценятся письма Джами, Алишера Навои, Саиба Тебризи, Ибн-Иемина, и Мир Хозру, затем «Inscha» Абу-л Фазла, великого визиря при великом моголе Акбаре. Ещё более развито эпистолярное искусство у турок. Из старинных турецких писем образцовыми признаются письма Махмуда-паши, Мир Алишера, Ахмеда Кемал-паша-заде и братьев Джедал-заде, поэтов Месихи, Секаи, Лаши и Латифи. Расцвет турецкой эпистолографии относится к XVII веку, когда муфтии Яя и Эссад оказывали особое покровительство по службе за умелое составление писем; выше других Хаджи Халифе ставит Керима Челеби, другие — Неркисфи. Последний выдающийся эпистолограф турок — муфтий Аазим Исмаил-эфенди (ум. в 1759 г.). Для истории важны «Munscha ât humajun» — собрание деловых писем турецких султанов.
Важное значение имеет эпистолография также в византийской литературе с VIII по XV век. Развитие её здесь было связано с её общественным публицистическим характером; из представителей её выдаются Феодор Студит, Николай Мистик, патриарх Фотий, Феофилакт Болгарский, Михаил Пселл, Никита и Михаил Акоминаты, Никифор Хусин, Мануил Палеолог.

#### Русские письма
Судьбы русского письма в общем мало уклоняются от западноевропейской схемы, с той особенностью, что место латинского языка занято церковнославянским. Наряду с многочисленными богословско-публицистическими посланиями, византийскими по форме и церковнославянскими по языку, мы имеем и в старой Руси обычные письма, написанный вне установленных форм, то широко публицистические (как переписка Иоанна Грозного с князем Курбским), то интимные сообщения, превосходные образцы которых дошли до нас в письмах членов царской семьи, особенно женщин. Ясны, просты и задушевны письма Петра Великого, его сына и окружающих, но как раз в это время издан был первый письмовник, и европейский этикет овладел русской перепиской. Высшие классы надолго переходят в переписке к французскому языку. Слабое развитие газетной литературы, цензурный гнет и отсутствие возможности высказаться свободно в печати способствуют, однако, развитию эпистолярной литературы, несмотря на энергичную перлюстрацию. Особенно обширна драгоценная переписка кружков тридцатых и сороковых годов. Интерес к письмам растет; когда-то в них видели только произведения особого литературного жанра и искали достоинств, ему свойственных, теперь, при громадном интересе к психической жизни человека, они являются незаменимым материалом для историка культуры и литературы, открывая просветы в тайники творческой психики. Письма русских исторических и литературных деятелей, напечатанные отдельно и в периодических изданиях, указаны у Межова: «Русская историческая библиография за 1800—1854 г.», т. I, № 2252—2752; «Рус. истор. библ. за 1855—1864 гг.», passim, и «Рус. истор. библ. за 1865—1876 г.», т. 1, № 3045-3830. Письма писателей указаны у Мезьер А. В., «Русская словесность» (СПб., 1899—1902, 2 т.).

### Конец эпохи
Эпоха расцвета эпистолярной литературы, надо думать, прошла для цивилизованного мира безвозвратно: ускорение темпа жизни, усиление возможности устного общения ведут к падению переписки, которая увеличивается количественно в гигантских размерах, но перестает быть предметом особого внимания и искусства. Деловая простота вытесняет условности стиля; письмо развивается вместе с языком, по направлению к большей энергии и сжатости выражения мысли, но исчезает как особая литературная форма. Там, где действительное письмо было предметом внимания и приобретало особый стиль, литература охотно усваивала себе эту искусственную форму, имеющую значительные достоинства: сжатость и сравнительную естественность выражения, а ещё более — индивидуальную и иногда лирическую напряженность настроения, сближающую читателя с автором.

#### Другие примеры использования эпистолярной формы
Уже у греков нередки сочинения, написанные в эпистолярной форме, которой особенно охотно пользовались софисты. Ритор Лесбонакс писал эротические письма, Мелезерм составил 14 книг писем гетер, Алкифрон — письма рыбаков, крестьян, гетер; греческие романисты охотно вставляли письма в свои произведения. У римлян прозаическое письмо, как литературный род, уступает место стихотворному посланию; из прозаических литературных замечательны письма Катона к сыну. Дидактические письма многочисленны в средние века; рано овладела также поэзия миннезингеров этой формой, крайнее развитие которой мы находим в так называемых Büchlein (Гартман фон Ауэ, Ульрих фон Лихтенштейн). В XVI—XVII вв. письмо было излюбленной формой политической брошюры; испанец Антонио Перес (ум. в 1611 г.) возродил дидактическое письмо. У французов отличался в эту эпоху литературными письмами Сирано де Бержерак. В Германии Харсдёрффер дал в своем «Teutsche Secretarius» ряд писем, посвященных философии, юриспруденции, истории. В XVIII веке, быть может под решающим влиянием «Персидских писем» Монтескьё, письмо сделалось любимой формой научных статей. В это же время получает особенную популярность роман в письмах. Произведения С. Ричардсона в Англии («Pamela», «Clarissa Harlowe», «Sir Richard Grandison» — все в письмах) и Руссо во Франции («Юлия, или Новая Элоиза») вызывают и в Германии «Грандисона второго» И. Музеуса, «Sophiens Reise» И. Гермеса, «Geschichte des armen Herrn von Mildenburg» А. Книгге и, наконец, величайший роман в письмах — «Страдания юного Вертера» Гёте, который, в свою очередь, дал широкое распространение этой форме. Достойные упоминания образцы литературных произведений в эпистолярной форме есть и в русской литературе: «Выбранные места из переписки с друзьями» Гоголя (отчасти — действительная переписка), «Переписка» Тургенева, «Бедные люди» и «Роман в девяти письмах» Достоевского и др.

### Новейшее время

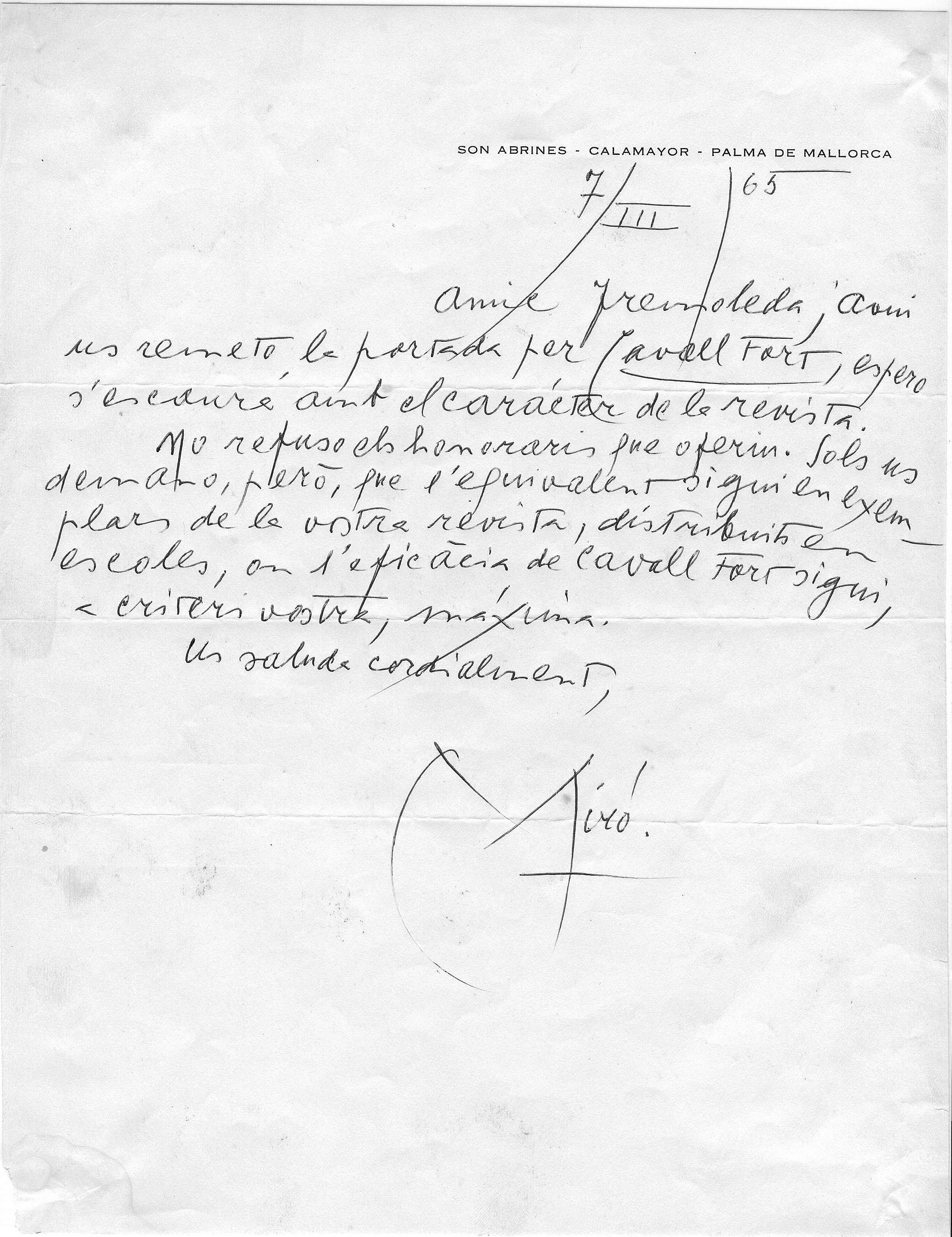
Письмо Жоана Миро Хосеп Тремоледе (1965)

## Письмовники
Распространение грамотности, значительно отражающее распространение литературного образования, обусловливает появление особых сборников образцов эпистолярного стиля, так называемых письмовников. В них не было нужды, когда уменье писать было достоянием немногих образованных людей; в средние века письма писали по заказу монахи; в Италии и Испании ещё в начале XX века можно встретить на улице конторки общественных писцов, пишущих либо под диктовку, либо на данную тему, по своему вдохновению. Для того, чтобы написать письмо, считалась недостаточной простая грамотность: письмо имело свой стиль, свои формы, вне которых пишущий произвел бы впечатление невежды; содержание также бывало шаблонно. Естественно, поэтому, появление руководств и сборников образцов. Уже в древности были такие сборники и теории эпистолярной формы (Деметрий Фалерский, «Περί έρμηνείας», 223 и сл., позже Либаний, Фемистий, Григорий Назианзин). В раннем средневековье также можно указать на ряд сборников, формул, по преимуществу историко-юридического содержания. После попытки Альберика из Монте-Кассино к ним стали присоединять и теоретическую часть; письмо должно было состоять из пяти частей: salutatio, exordium, narratio, petitio и conclusio. Искусство эпистолографии, носившее название ars dictandi, не различало документов и писем (ср. богатую литературу у Л. Роккингера, «Ueber Formelbucher vom XIII bis XVI Jahrhundert»). Гуманисты (Эразм Роттердамский, Г. Бебель) также уделяли внимание теории письма. Из немецких письмовников в XV в. наиболее значительны аугсбургские «Formulari», в XVI в. — книги Франка и Фабра (другие указаны у Мюллера, «Quellenschriften und Geschichte des deutsch-sprachlichen Unterrichts»). В XVII в. элемент канцелярский уступает место литературному; в большом употреблении «Der Teutsche Secretarius» Харсдёрффера и «Teutsche Secretariatkunst». Затем появились любовные письмовники по французским образцам, весьма многочисленные, но незначительные по содержанию. Успех имели лишь позднейшие сборники Штакгаузена и, особенно, Геллерта; затем литературность письмовников упала до их нынешнего уровня, ставящего их вне литературы. Длинный ряд письмовников у англичан начинается с «Familiar letters» Ричардсона, у французов — с «Art épistolaire» Жоффре; к XVII в. относятся сборники де-ла-Серра и Гримаре. В своё время (XVII век) славились итальянские письмовники Персико и Передано. Большинство восточных письмовников, необходимых при высоком значении этикета у восточных народов[каких?], составлено по-арабски. Литература русских письмовников не подвергалась до сих пор изучению; длинный ряд их, начинаясь с переводных «Прикладов, како пишутся комплименты разные», продолжается и в наше время, по преимуществу произведениями рыночной литературы. Популярный в своё время «Письмовник» Курганова не содержит образцов писем.